# تام کولیچیو
تام کولیچیو (انگلیسی: Tom Colicchio؛ زادهٔ ۱۵ اوت ۱۹۶۲) بازیگر، رستوران‌دار، کارآفرین و سرآشپز اهل ایالات متحده آمریکا است. وی همچنین برندهٔ جوایزی همچون جوایز امی ساعات پربیننده شده‌است.